# Charta

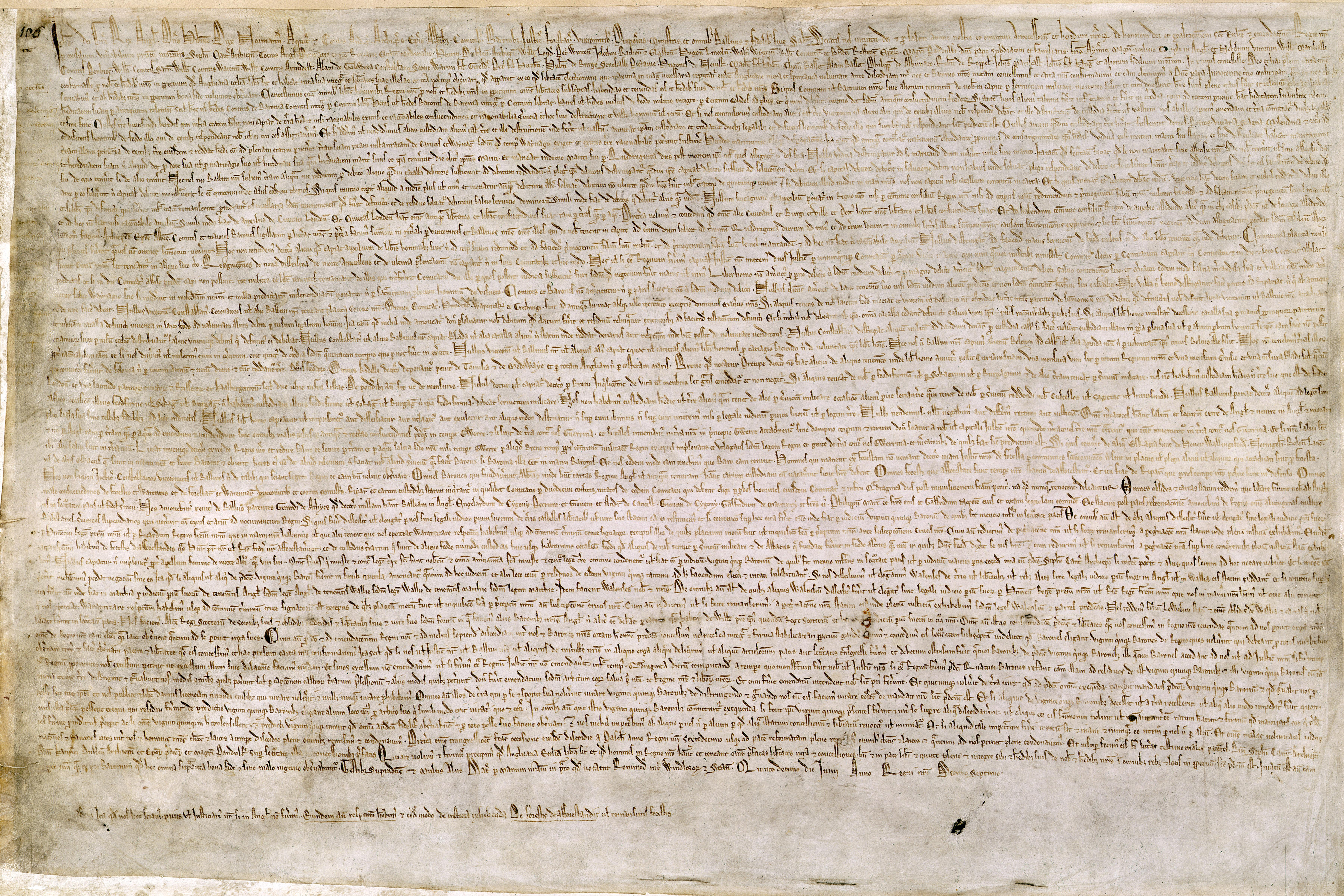
Magna charta libertatum
(Verze z roku 1225)

Charta (lat. papír na rozdíl od pergamenu) je veřejná listina zásadního významu a obsahu, jež vyhlašuje (deklaruje) nebo zaručuje souhrn nějakých základních lidských, politických, občanských svobod, zásad či práv.

## Historie
Roku 1215 si anglická šlechta vymohla na oslabeném králi Janovi I. písemnou záruku svých požadavků a svobod, jež dostala název Magna charta libertatum. To byl důležitý krok k zavedení osobních svobod i svobody církve ve středověku. Myšlenka zákonného omezení panovnické moci a nastolení vlády práva se pak znovu oživila v boji šlechty a později i měšťanů proti panovnickému absolutismu v novověku. Z tohoto zápasu nakonec vznikla myšlenka lidských práv.
Roku 1838 vydala skupina tzv. chartistů – britských radikálních demokratů "Lidovou chartu" (People's Charter), kde požadovala volební právo pro všechny muže nad 21 let, každoroční volby, zrušení majetkové podmínky pro poslance a zavedení poslaneckých platů. Přívržencům se říkalo chartisté. V tomto přeneseném významu se může jednat i o občanské sdružení či občanskou iniciativu, která usiluje o dodržování, respektování nebo rozšíření různých lidských, občanských, politických svobod a práv. Na britskou Chartu z roku 1838 odkazoval i název "Charty 77" v totalitním Československu.

## Nejznámější charty

### ve světě
- Magna charta libertatum – velká listina svobod z roku 1215, základní zákon anglické středověké společnosti
- Lidová charta (People's Charter) – britské hnutí za rozšíření volebního práva (1838)
- Athénská charta – soubor zásad moderního urbanismu CIAM z roku 1933
- Atlantická charta – listina z roku 1941 prohlašující za cíl války svobodu všech národů
- Charta Organizace spojených národů – dokument z roku 1945, který se stal zakládající listinou Organizace spojených národů
- Charta Organizace africké jednoty – listina z roku 1963 určená všem státům v Africe
- Evropská charta jazyků – dokument Rady Evropy z roku 1992 zaměřený na ochranu menšinových evropských jazyků
- Charta 08 – dokument vyjadřující nesouhlas se stávajícím politickým režimem v Číně[2]
- Torremolinská charta
- Olympijská charta

### v Československu
- Charta 77 – československá občanská iniciativa z roku 1977